# Танське
Та́нське — село в Україні, в Уманському районі Черкаської області. У селі мешкає 828 осіб.

## Історія села
Під час Голодомору 1932—1933 років, тільки за офіційними даними, від голоду померло 138 мешканців села.

## Відомі люди
- Підлипняк Ісак Митрофанович (1913—1993) — організатор сільськогосподарських робіт, Герой Соціалістичної Праці.
- Яровенко Петро Васильович — український організатор кіновиробництва, редактор, сценарист.